# Уилям Хенри Браг
Уилям Хенри Браг (също: Брег, на английски: Sir William Henry Bragg) е английски физик, носител на Нобелова награда за физика през 1915 година заедно със сина си Уилям Лорънс Браг. Докато последният се занимава повече с теорията и математиката, Браг-баща изобретява рентгеновия спектрометър.

## Биография
Роден е на 2 юли 1862 година в Уигтън, Англия. В Кеймбриджкия университет известно време слуша лекции на Дж. Дж. Томсън. Работи в кеймбриджката лаборатория Кавендиш.
Умира на 12 март 1942 година в Лондон.